# Enrique Álvarez Félix
Enrique José Álvarez Félix (Guadalajara, 5 de abril de 1934-Ciudad de México, 24 de mayo de 1996), fue un actor y diplomático mexicano. Es reconocido principalmente por su trabajo en múltiples telenovelas producidas por la cadena Televisa. Entre sus papeles más notables se encuentran su protagónico en la película Los Caifanes (1966), y en la telenovela Colorina (1980-1981). Fue el único hijo de la actriz María Félix.

## Biografía
Fue hijo único de la actriz del cine mexicano María Félix y de su primer esposo Enrique Álvarez Alatorre, vendedor de cosméticos, del cual su madre se divorció en 1937.
Estudió en colegios militares de Canadá, Estados Unidos y Francia. Se graduó con honores de Ciencias Políticas en la Universidad Nacional Autónoma de México y estudió para diplomático, pero a los 30 años[cita requerida] decidió que su vocación estaba en la actuación. Se inició como actor en el cine en la película Simón del desierto en 1964; también trabajó en el teatro y la televisión.
Inició su carrera cinematográfica con la película Simón del desierto en 1964 y alcanzó el éxito en 1966 al estelarizar Los Caifanes. Sus telenovelas más famosas fueron Mi rival (1973), al lado de Saby Kamalich y Lola Beltrán, Rina (1977), al lado de Ofelia Medina a  quien él le pidió matrimonio al finalizar su grabación pero ella lo rechazó pues no creía en el matrimonio.
Después le siguió Colorina (1980-1981), con Lucía Méndez, De pura sangre (1985-1986), al lado de Christian Bach, Humberto Zurita y Manuel Ojeda, La sonrisa del diablo (1992), al lado de Rebecca Jones y Ernesto Laguardia, y su última aparición en una telenovela fue en Marisol (1996), al lado de Erika Buenfil, Eduardo Santamarina y Claudia Islas. Su última película fue la "Casa del Pelícano" con Jacqueline Andere, Mónica Prado filmada en 1976 en el puerto de Veracruz.
Falleció a las 2:00 de la madrugada del viernes 24 de mayo de 1996, víctima de un infarto agudo al miocardio, en la Ciudad de México, a los 62 años de edad. Sus restos descansan junto a los de su madre en el panteón Francés de San Joaquín ubicado en la Ciudad de México.

## Filmografía

### Telenovelas
- Marisol (1996) .... Leonardo Garcés del Valle
- La sonrisa del diablo (1992) ... Salvador Esparza
- Luz y sombra (1989) .... Juan Guerra
- Tal como somos (1987-1988) .... Miguel
- De pura sangre (1985-1986) .... Leonardo Altamirano
- Tú eres mi destino (1984) .... Eugenio Dávila
- Lo que el cielo no perdona (1982) .... Marcelo
- Colorina (1980-1981) .... Gustavo Adolfo Almazán y De la Vega
- Pecado de amor (1978-1979) .... Alberto
- Rina (1977) .... Carlos Augusto Zubizarreta Miranda y Castro
- Lo imperdonable (1975-1976) .... Eduardo Fonseca
- El manantial del milagro (1974) .... Pablo / Miguel
- Muñeca (1973) .... Mariano
- Mi rival (1973) .... Jorge
- El edificio de enfrente (1972-1973)
- El carruaje (1972)
- Las gemelas (1972) .... Arturo
- El profesor particular (1971) .... Fernando
- La Constitución (1970) .... Plutarco Elías Calles
- Yo sé que nunca (1970) .... Ernesto
- El Retrato de Dorian Gray (1969) .... Dorian Gray
- Estafa de amor (1968) .... Daniel
- Entre sombras (1967) .... Jean Paul
- Corazón salvaje (1966) .... Renato D'Autremont
- Alma de mi alma (1965) .... Alfredo
- Valeria (1966)
- La mujer dorada (1964) .... Alfonso
- La vecindad (1964) .... Jorge

### Cine
- La casa del pelícano (1976) .... Nilo
- Laberinto de pasiones (1975)
- El amor tiene cara de mujer (1973) .... Fernando Ugalde
- El monasterio de los buitres (1973)
- Los perturbados (1972)
- Victoria (1972) .... Mauricio Mijares
- La primavera de los escorpiones (1971)
- Los ángeles de la tarde (1970)
- Trampa para un cadáver (1969)
- Narda o el verano (1968) ... Max
- Crónica de un cobarde (1968)
- Tres noches de locura (1968)
- Los años verdes (1966)
- Los caifanes  (1966) .... Jaime de Landa
- Los jinetes de la bruja (1966)
- Réquiem por un canalla (1966)
- Casa de mujeres (1966)
- Las dos Elenas (1965) .... Víctor
- Los cuervos están de luto (1965) ... Enrique
- Simón del desierto (1964)  .... Hermano Matías
- El charro inmortal (1955)

### Teatro
- La novicia rebelde (1976) interpretando al capitán Georg von Trapp junto a la cantante Lupita D'Alessio.
- Drácula (1978) interpretando el personaje del mítico vampiro.
- Los infieles (1985), de Georges Feydeau.
- El Hombre de la Mancha (1980) interpretando a Don Quijote.
- Alerta en misa

## Premios y nominaciones

### Premios TVyNovelas
| Año  | Categoría          | Telenovela            | Resultado |
| ---- | ------------------ | --------------------- | --------- |
| 1993 | Mejor primer actor | La sonrisa del diablo | Nominado  |
| 1988 | Mejor villano      | Tal como somos        | Nominado  |
| 1986 | Mejor villano      | De pura sangre        | Ganador   |